# Джандарис
Джандарис (араб. جنديرس‎, курд. Cindirês) — город на северо-западе Сирии, расположенный на территории мухафазы Халеб. Входит в состав района Африн.

## История
В древности на месте современного Джандариса располагался древний город Гиндар (др.-греч. Γίνδαρος). Страбон в своём труде «Географии» называет Гиндар акрополем сирийской области Киррестика, а также гнездом разбойников. В этих местах римский полководец Публий Вентидий Басс разбил парфянского царевича Пакора, когда последний отправился в поход на Сирию.

## Географическое положение
Город находится в западной части мухафазы, вблизи границы с Турцией, к северу от реки Африн, на высоте 147 метров над уровнем моря.

Джандарис расположен на расстоянии приблизительно 42 километров к северо-западу от Халеба, административного центра провинции и на расстоянии 317 километров к северо-северо-востоку (NNE) от Дамаска, столицы страны.

## Население
По данным официальной переписи 2004 года численность населения города составляла 13 661 человека.